# Tico Rodríguez Paz
Jacinto "Tico" Rodríguez Paz (4 de agosto de 1940 - 8 de agosto de 2025) fue un locutor de radio, conductor de noticieros de televisión y periodista argentino.

## Biografía
Construyó una extensa carrera en medios gráficos, radiales y televisivos de Argentina. Su nombre quedó especialmente ligado al Canal 13 de Buenos Aires. Allí formó parte de recordadas producciones como Mónica Presenta (1978-1979), donde trabajó junto a los históricos periodistas Mónica Cahen D’Anvers y César Mascetti, y en varios noticieros del canal como Buenas noches, Argentina (1981-1988). 
Su trayectoria profesional abarcó además Radio Splendid y la TV Pública, en este último ya como gerente de noticias.
Su estilo frontal y voz inconfundible le ganaron un lugar de respeto entre colegas y televidentes. 

## Fallecimiento
Tico Rodríguez Paz tenía Alzheimer. El mes de julio de 2025 contrajo una neumonía que, aunque superada, resultó la base para una complicación a raíz de un virus e infección urinaria. Finalmente falleció el 8 de agosto de 2025 a los 85 años.